# A Morte de Luís XIV
A Morte de Luís XIV (em francês:  La Mort de Louis XIV; em catalão:  La mort de Lluís XIV e em castelhano:  La muerte de Luis XIV) é um filme luso-franco-espanhol dos géneros drama biográfico e histórico, realizado e escrito por Albert Serra e Thierry Lounas e protagonizado por Jean-Pierre Léaud como o rei Luís XIV de França e por Patrick d'Assumçao como Guy Crescent Fagon. A sua estreia mundial ocorreu na sexagésima nona edição do Festival de Cannes a 19 de maio de 2016. Também foi exibido no Festival Internacional de Cinema de Toronto a 8 de setembro de 2016 e no Festival de Cinema de Nova Iorque a 6 de outubro do mesmo ano. Estreou-se em França a 2 de novembro de 2016, em Portugal a 12 de janeiro de 2017 e no Brasil a 26 de janeiro do mesmo ano.

## Elenco
- Jean-Pierre Léaud como Luís XIV
- Patrick d'Assumçao como Guy Crescent Fagon
- Marc Susini como Louis Blouin
- Bernard Belin como Georges Mareschal
- Jacques Henric como Le Tellier
- Irène Silvagni como Françoise d'Aubigné, Madama de Maintenon
- Olivier Cadiot como doutor

## Produção
O filme foi rodado no Castelo de Hautefort, um monumento histórico da França situado no departamento da Dordonha e no Palácio Nacional de Queluz, um monumento nacional português localizado na cidade homónima do distrito de Lisboa.

## Receção
A crítica Manohla Dargis do jornal estado-unidense The New York Times descreveu o filme como "uma elegia impressionante." Allan Hunter da revista Screen International, escreveu sobre a atuação de Jean-Pierre Léaud: "claramente, este foi o melhor papel e a atuação mais notável do ator neste tempo." Jonathan Romney da revista britânica Sight & Sound descreveu o filme como "estranho, assustador e talvez o filme mais bonito de Cannes em [2016]".

## Reconhecimentos
| Ano  | Prémios                                              | Categorias                                                    | Destinatários e nomeados                 | Resultado | Referências   |
| ---- | ---------------------------------------------------- | ------------------------------------------------------------- | ---------------------------------------- | --------- | ------------- |
| 2016 | Festival de Cinema de Jerusalém                      | Prémio da Fundação Família Wilf de melhor filme internacional | A Morte de Luís XIV                      | Venceu    | [ 15 ]        |
| 2016 | Festival de Cinema de Jerusalém                      | Prémio Haggiag de melhor filme internacional                  | A Morte de Luís XIV                      | Venceu    | [ 15 ]        |
| 2016 | Prémio Jean Vigo                                     | Melhor filme                                                  | A Morte de Luís XIV                      | Venceu    | [ 16 ]        |
| 2016 | Prémio Louis-Delluc                                  | Melhor filme                                                  | A Morte de Luís XIV                      | Indicado  | [ 17 ]        |
| 2016 | Prémio Ibero-Americano de Cinema Fénix               | Melhor filme                                                  | A Morte de Luís XIV                      | Indicado  | [ 18 ]        |
| 2016 | Prémio Ibero-Americano de Cinema Fénix               | Melhor realização                                             | Albert Serra                             | Indicado  | [ 18 ]        |
| 2016 | Prémio Ibero-Americano de Cinema Fénix               | Melhor direção de arte                                        | Sebastian Vogler                         | Indicado  | [ 18 ]        |
| 2016 | Prémio Ibero-Americano de Cinema Fénix               | Melhor guarda-roupa                                           | Nina Avramovic                           | Indicado  | [ 18 ]        |
| 2016 | Festival Internacional de Cinema de Munique          | Prémio ARRI/OSRAM de melhor filme internacional               | A Morte de Luís XIV                      | Indicado  | [ 19 ]        |
| 2017 | Prémios da Sociedade dos Críticos de Cinema em Linha | Melhor filme por estrear nos Estados Unidos                   | A Morte de Luís XIV                      | Venceu    | [ 20 ]        |
| 2017 | Prémios Feroz                                        | Prémio Especial                                               | A Morte de Luís XIV                      | Venceu    | [ 21 ]        |
| 2017 | Sociedade Internacional Cinéfila                     | Melhor filme não lançado em 2016                              | A Morte de Luís XIV                      | Indicado  | [ 22 ]        |
| 2017 | Prémio Lumière                                       | Melhor filme                                                  | A Morte de Luís XIV                      | Indicado  | [ 23 ] [ 24 ] |
| 2017 | Prémio Lumière                                       | Melhor realização                                             | Albert Serra                             | Indicado  | [ 23 ] [ 24 ] |
| 2017 | Prémio Lumière                                       | Melhor ator                                                   | Jean-Pierre Léaud                        | Venceu    | [ 23 ] [ 24 ] |
| 2017 | Prémio Lumière                                       | Melhor direção de fotografia                                  | Jonathan Ricquebourg                     | Venceu    | [ 23 ] [ 24 ] |
| 2017 | Prémios Gaudí                                        | Melhor filme em língua estrangeira                            | A Morte de Luís XIV                      | Indicado  | [ 25 ]        |
| 2017 | Prémios Gaudí                                        | Melhor realização                                             | Albert Serra                             | Indicado  | [ 25 ]        |
| 2017 | Prémios Gaudí                                        | Melhor direção de arte                                        | Sebastian Vogler                         | Indicado  | [ 25 ]        |
| 2017 | Prémios Gaudí                                        | Melhor montagem                                               | Albert Serra, Artur Tort e Ariadna Ribas | Indicado  | [ 25 ]        |
| 2017 | Prémios Gaudí                                        | Melhor direção de fotografia                                  | Jonathan Ricquebourg                     | Indicado  | [ 25 ]        |
| 2017 | Prémios Gaudí                                        | Melhor guarda-roupa                                           | Nina Avramovic                           | Venceu    | [ 25 ]        |
| 2017 | Prémios Gaudí                                        | Melhor maquilhagem e estilismo                                | Marion Vissac e Antoine Mancini          | Venceu    | [ 25 ]        |